# Зоряна брама: Походження
«Зоряна брама: Походження» (англ. Stargate Origins) — науково-фантастичний пригодницький вебсеріал за вигаданим всесвітом Зоряних брам. Створений Metro-Goldwyn-Mayer, транслювався в оригінальному показі з 14 лютого 2018 року по 8 березня 2018. Налічує 10 епізодів по 10 хвилин кожен. Сюжетно передує фільму «Зоряна брама» 1994 року.

## Сюжет
У 1928 році група археологів на чолі з професором Полом Ленгфордом знаходить в Єгипті кільце невідомого призначення — Зоряну браму. Дослідження лишаються безплідними до 1939 року, поки знахідкою не зацікавлюється нацистський окультист Вільгельм Брюкке. Проникнувши в ангар, де сховано Зоряну браму, він бере в заручники Пола та його доньку Кетрін. Завдяки стародавньому манускрипту він набирає на кільці символи, що відкриють шлях, як вважає, до богів. З професором і спільниками Брюкке входить у Зоряну браму та переноситься на планету Абідос. Їх схоплює намісниця Ра на ім'я Асет. Тим часом Кетрін тікає з-під варти та об'єднується з солдатами Васіфом та Джеймсом. Вони набирають ті самі символи та вирушають крізь Зоряну браму на пошуки Пола.
Їм протистоїть ґоа'улд Серджет, якого вдається викинути у транспортні кільця. Асет побоюється, що прибуття землян приверне увагу її володаря. Тоді він розкриє, що Асет має дитину, котрій передала генетичну пам'ять, а народжувати таких заборонено. Земляни зустрічають чоловіка Касуфа та опиняються в полоні вартового місцевої застави Мотока. Коли їм вдається втекти, жителі Абідоса помічають у Кетрін медальйон, який вважають ознакою того, що земляни — посланці Ра.
Тим часом Брюкке показує Асет фільм про Гітлера та німецьку армію. Асет обіцяє дати нацистам велику силу в обмін на рабів, щоб зробити їх своїми союзниками й повстати проти Ра. Як підтвердження своїх намірів вона доручає Брюкке передати на Землю зразок металу наквадаху. Вона обманює окультиста, приписуючи наквадаху здатність давати вічну молодість. Той замислює стати безсмертним і самому правити Землею.
Кетрін з товаришами вирішує зупинити Брюкке. Вона спонукає Касуфа засумніватися тому, що Ра бог. Касуф проводить її в заборонені підземелля, де Кетрін знаходить комбінацію символів, необхідних для повернення на Землю. Наостанок вона розбиває барельєф з нею, щоб ніхто не міг потрапити з Абідоса на рідну планету. Пол знаходить заколку Кетрін з чого розуміє — вона шукає його і напевно прибула не сама. Невдовзі Кетрін знаходить батька і ранить Брюкке. Його спільниця Єва добиває Брюкке, щоб той не став загрозою владі Гітлера. Асет погоджується відпустити землян додому, а Касуфа в його селище, але перед цим стирає їм пам'ять. Кетрін вона заповідає зробити так, щоб земляни колись знову прийшли на Абідос і перемогли Ра. Відзначити цих людей повинен її медальйон. У цей час за донесенням Серджет прибуває Ра. Він забирає вірних йому в свою гвардію, а храм Асет розстрілює з космосу. Джеймса наздоганяє Серджет і він гине під уламками.
Пол вважає, що активація Зоряної брами вбила Брюкке і його спільників, а решті стерла пам'ять. Кетрін не може згадати що сталося, але знайдений біля Зоряної брами зразок наквадаху здається їй знайомим. На слова Пола, що все скінчилося, Кетрін відповідає «Думаю, все тільки починається».

## У ролях
| Актор                   | Роль             | Опис                                         |
| ----------------------- | ---------------- | -------------------------------------------- |
| Еллі Ґалл               | Кетрін Ленгфорд  | донька Пола Ленгфорда                        |
| Коннор Тріннор          | Пол Ленгфорд     | професор єгиптології                         |
| Ейлам Ораян             | Вільгельм Брюкке | офіцер нацистської Німеччини, окультист      |
| Філіп Александер        | Джеймс Біл       | британський офіцер                           |
| Шван Аладдін            | Васіф            | єгиптянин, лейтенант британської армії       |
| Саломі Азізі            | Асет             | ґоа'улд в тілі жінки, намісниця Ра           |
| Мішель Джубілі Гонсалез | Серджет          | тілоохорониця Асет                           |
| Гадір Мунейб            | Ренісенб         | служниця Асет                                |
| Вікторія Ортіз          | Ра               | Системний владика ґоа'улдів, володар Абідоса |
| Деніел Рашид            | Касуф            | житель Абідоса                               |
| Сара Навратіл           | Єва Рейнхардт    | кінооператорка Вільгельма                    |
| Тонатіу Елізаррараз     | Моток            | житель Абідоса                               |